# Nicolae Vasilescu
Nicolae Vasilescu (* 1930) ist ein ehemaliger rumänischer Radrennfahrer.

## Sportliche Laufbahn
Vasilescu gewann 1953 die Rumänien-Rundfahrt vor Petre Nuță. 1954 gewann er zwei Etappen in der Rumänien-Rundfahrt.
An der Internationalen Friedensfahrt nahm er 1954 teil und belegte den 57. Platz in der Gesamtwertung, 1958 wurde er 49. des Klassements. 1956 wurde er Dritter der nationalen Meisterschaft im Querfeldeinrennen hinter dem Sieger Ilea Moraru.
Er startete für den Verein Dinamo Bukarest.